# Dècada del 1540

## Esdeveniments
- Crisi econòmica a Anglaterra
- Auge dels productes americans a les corts europees, com la patata
- Concili de Trento
- Es dissol l'Imperi Inca
- Els jesuïtes són aprovats com a orde i comencen a fundar missions i escoles
- Els turcs ocupen Hongria
- Els portuguesos estableixen contacte amb el Japó

## Personatges destacats
- Enric VIII d'Anglaterra
- Pedro de Valdivia
- Michelangelo Buonarroti